# Безерра да Силва, Клаудиано
Это не единственный футболист с таким прозвищем, см. Кака (значения)

Клаудиа́но Безе́рра да Си́лва (Кака́, порт. Claudiano Bezerra da Silva (Kaká); 16 мая 1981, Сан-Жозе-ду-Белмонти, Пернамбуку) — бразильский футболист, игравший на позиции защитника.

## Биография
Кака начинал карьеру в Бразилии в клубах низших дивизионов. В 2006 году перешёл в португальскую «Академику», где провёл два сезона.
16 мая 2008 года перешёл из «Академики» в «Герту». Сумма трансфера составила примерно 2 млн евро. Контракт с клубом был рассчитан до лета 2012 года. В Бундеслиге дебютировал 17 августа 2008 года в матче против франкфуртского «Айнтрахта». В 2010 и 2011 годах «Герта» отдавала Кака в аренду — сначала в кипрскую «Омонию», а затем в «Брагу».
После завершения контракта с «Гертой» Кака вновь отправился на Кипр, где провёл один сезон за АПОЭЛ. После этого он стал игроком венгерского «Видеотона». В 2013 году Кака дебютировал за «Депортиво» из Ла-Коруньи, чуть позже испанский клуб стал полноправным обладателем прав на футболиста.
В 2014—2015 годах Кака вновь выступал за АПОЭЛ, а с августа 2015 года защитник играет за португальскую «Тонделу».

## Достижения
- Чемпион Кипра (3): 2009/10, 2013/14, 2014/15
- Обладатель Кубка Кипра (2): 2013/14, 2014/15
- Обладатель Суперкубок Венгрии (1): 2012